# Let's Have a Party
Let's Have a Party est une chanson de 1957 écrite par Jessie Mae Robinson et enregistrée par Elvis Presley (sous le titre Party) pour le film Amour Frénétique. 
Une version enregistrée par Wanda Jackson entre dans le Billboard Hot 100 en 1960.

## Version de Elvis Presley
Enregistré le 21 janvier 1957 sous le titre Party, Elvis Presley est accompagné par les Jordanaires. Il est publié en juin 1957 chez RCA Records sous la référence 45-RCA 1020.
Il est diffusé sur l'album Loving You qui constitue la bande originale du film éponyme.

### Classement
| Classement (1957)                | Meilleure position |
| -------------------------------- | ------------------ |
| Royaume-Uni (Official UK Charts) | 2                  |
| Pays-Bas (Dutch charts)          | 46                 |

| Classement (2007)                | Meilleure position |
| -------------------------------- | ------------------ |
| Royaume-Uni (Official UK Charts) | 14                 |

## Version de Wanda Jackson
Le 7 avril 1958, Wanda Jackson enregistre la chanson pour son premier album Wanda Jackson qui sort en juillet 1958. Le titre sort en single en juin 1960 chez Capitol Records sous la référence 4397.
Initialement, Capitol référence Phil Baxter, Cliff Friend et Joe Haymes en tant qu'auteurs, ceux-ci ayant écrit en 1932 une chanson politique également intitulée Let's Have a Party. L'erreur est corrigée dans les tirages suivants.
L'enregistrement de Wanda Jackson reçoit en 2024 le Grammy Hall of Fame Award.

### Classement
Sa version entre en 32e place au classement du Royaume-Uni le 3 septembre 1960. Le titre reste classé durant 8 semaines, mais ne dépasse pas cette position.
| Classement (1960)                | Meilleure position |
| -------------------------------- | ------------------ |
| États-Unis (Billboard Hot 100)   | 37                 |
| Royaume-Uni (Official UK Charts) | 32                 |
| Pays-Bas (Dutch Charts)          | 17                 |

## Autres reprises
Informations issues de SecondHandSongs, sauf mention complémentaire.
- En 1971, Irwin Goodman sur son album Kolme vuotta ihan suotta 1962-1965
- En 1974, The Spencer Davis Group sur leur album Living in a Back Street
- En 1975, le groupe anglais Mud enregistre une version pour l'album Mud Rock Volume 2.
- En 1978, Dr. Feelgood sur leur album Private Practice and entered the UK chart on 1 September of that year, spending eight weeks there
- En 1985, Slade sur son album Crackers - The Slade Christmas Party Album
- En 1985, Jerry Lee Lewis sur son album live Jerry Lee Lewis Live at The Grand Ole Opry
- En 1989, Elton John enregistre I'm Ready/Let's Have a Party (outro) pour son album Rock, Rhythm & Blues
- En 1990, Robert Plant sur The Last Temptation of Elvis
- En 1991, The 5.6.7.8's sur The 5.6.7.8's Can't Help It!
- En 1994, les Go-Go's sur l'album Return to the Valley of the Go-Go's
- En 1999, Paul McCartney enregistre sa version sous le titre Party sur son album Run Devil Run.
- En 2010, Sonia Evans sur l'abum Everybody Knows.
- En 2011, P.J. Proby sur One Night of Elvis - One Hour with Proby

### Adaptations en langues étrangères
Informations issues de SecondHandSongs, sauf mention complémentaire.
| Année | Langue      | Titre                | Adaptation                       | Interprète(s)                                                                             |
| ----- | ----------- | -------------------- | -------------------------------- | ----------------------------------------------------------------------------------------- |
| 1958  | Allemand    | Ja, so 'ne Party     | Paul Kuhn                        | Billy Sanders und die Boys - Das Paul Kuhn-Ensemble                                       |
| 1964  | Français    | Oh! laisse la partir | Manou Roblin                     | Johnny Hallyday avec Joey and The Showmen, Betty & The Bops (2002 - Oh! Laisse-le partir) |
| 1976  | Allemand    | Das ist 'ne Party    | Ulf Krüger, Erich Doll, Uli Salm | Rudolf Rock und die Schocker                                                              |
| 1979  | Allemand    | Wir ham 'ne Party    | Nils Stelzer                     | Strassenjungs                                                                             |
| 1980  | Anglais     | Let's Have a Party   | Schengel, Robert Crash           | Psychotic Tanks                                                                           |
| 1984  | Tchèque     | To máme mládež       | Eduard Krečmar                   | Petra Janů a Věra Špinarová, Daniela Šinkorová (2001)                                     |
| 2010  | Néerlandais | Let's Have a Party   | Wim Leys, Jan Blaimont           | Wim Leys                                                                                  |

## Utilisation dans les médias
- En 1972, dans le documentaire Born to Boogie de T.Rex, Marc Bolan et Ringo Starr tentent de chanter une partie des paroles de la chanson ('some people like to rock, some people like to roll, but movin' and a-groovin's gonna satisfy my soul') mais éclatent de rire à chaque reprise[réf. nécessaire].
- Led Zeppelin reprend parfois la chanson en live, notamment associée à Whole Lotta Love. L'album How the West Was Won contient l'une de ces représentations[15].

- La chanson est incluse dans la comédie musicale Million Dollar Quartet sous le titre Party en avril 2010. Elle est interprétée par Robert Britton Lyons, sous les traits de Carl Perkins[16].
- En 1989, dans Le Cercle des Poètes Disparus de Peter Weir (version de Wanda Jackson)[17].